# Иоанно-Богословский Сурский монастырь
Сурский Иоанновский монастырь — женский монастырь Архангельской епархии Русской православной церкви, расположенный в селе Сура Пинежского района Архангельской области, на родине св. Иоанна Кронштадтского.

## История

Храм в Троицком скиту.

Сурская женская община была основана в селе Сура в 1899 году по инициативе и иждивением протоиерея Иоанна Ильича Сергиева (Иоанн Кронштадтский). В 1900 году община была преобразована в заштатный общежительный женский монастырь. Первоначально были построены деревянный храм в честь Иоанна Богослова и монашеские кельи. С 1907 года монастырь имел подворье в Архангельске. Оно было обустроено на средства Иоанна Кронштадтского. Кроме того, Иоанновский монастырь в Петербурге также сначала был основан как подворье Сурской общины. В лесу 18 верстах от обители был устроен приписанный к ней Троицкий скит, в котором располагался деревянный храм во имя Святой Троицы.
Монастырь и Архангельское подворье были закрыты в 1920-х годах. До конца 1941 года в селе Сура жила монахиня Ангелина (Трухина). Она была арестована за то, что в её доме «совершались тайные богослужения», и 22 июня 1942 года расстреляна.
В 1994 году в Архангельске была создана женская община Иоанно-Богословского Сурского подворья. В 1994—1996 годах сёстры безуспешно пытались вернуть церкви здание Архангельского подворья бывшего Иоанно-Богословского-Сурского женского монастыря. В 1996 году по благословению епископа Архангельского и Холмогорского Тихона община переведена в деревню Ершовка Приморского района Архангельской области и преобразована в самостоятельный Иоанно-Богословский монастырь.
В селе Сура сформировалась община возрождаемого Иоанно-Богословского Сурского монастыря. 4 октября 2012 года Священный Синод Русской православной церкви постановил открыть Сурский Иоанновский женский монастырь и назначить монахиню Митрофанию (Миколко) на должность настоятельницы.
В планах монастыря — возрождение благотворительной деятельности: создание приюта для девочек-сирот, богадельни для одиноких престарелых людей, воскресной школы, возрождение разнообразных ремёсел, оказание всевозможной помощи селу.

## Игуменьи
- Митрофания (Миколко)
- с 2022 года Тихона (Фёдорова)[7]